# Pferdetränke

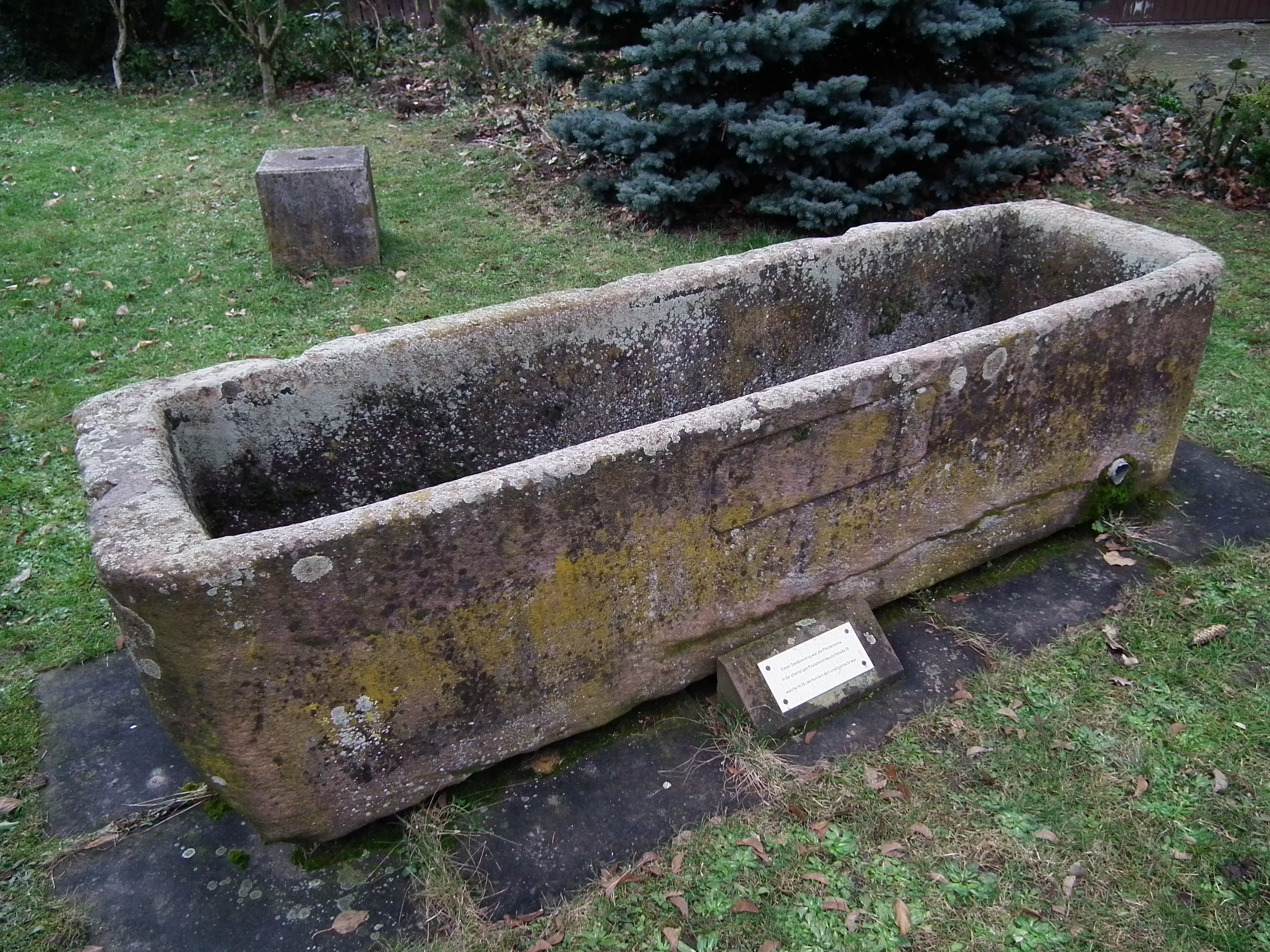
Sandsteintrog als Pferdetränke der früheren Poststation in Mannheim-Friedrichsfeld

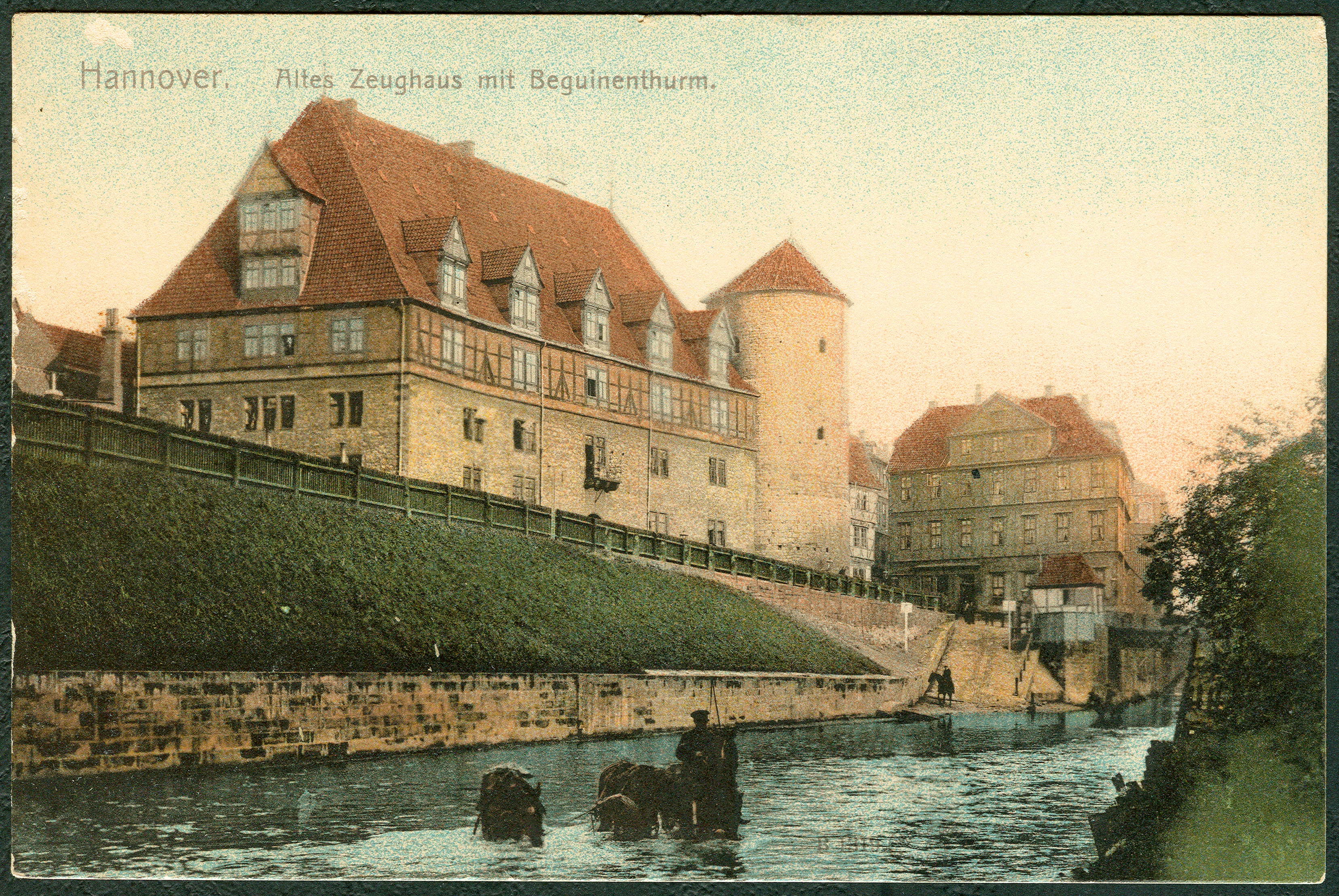
Pferdetränke am Fluss Leine in Hannover, um 1900

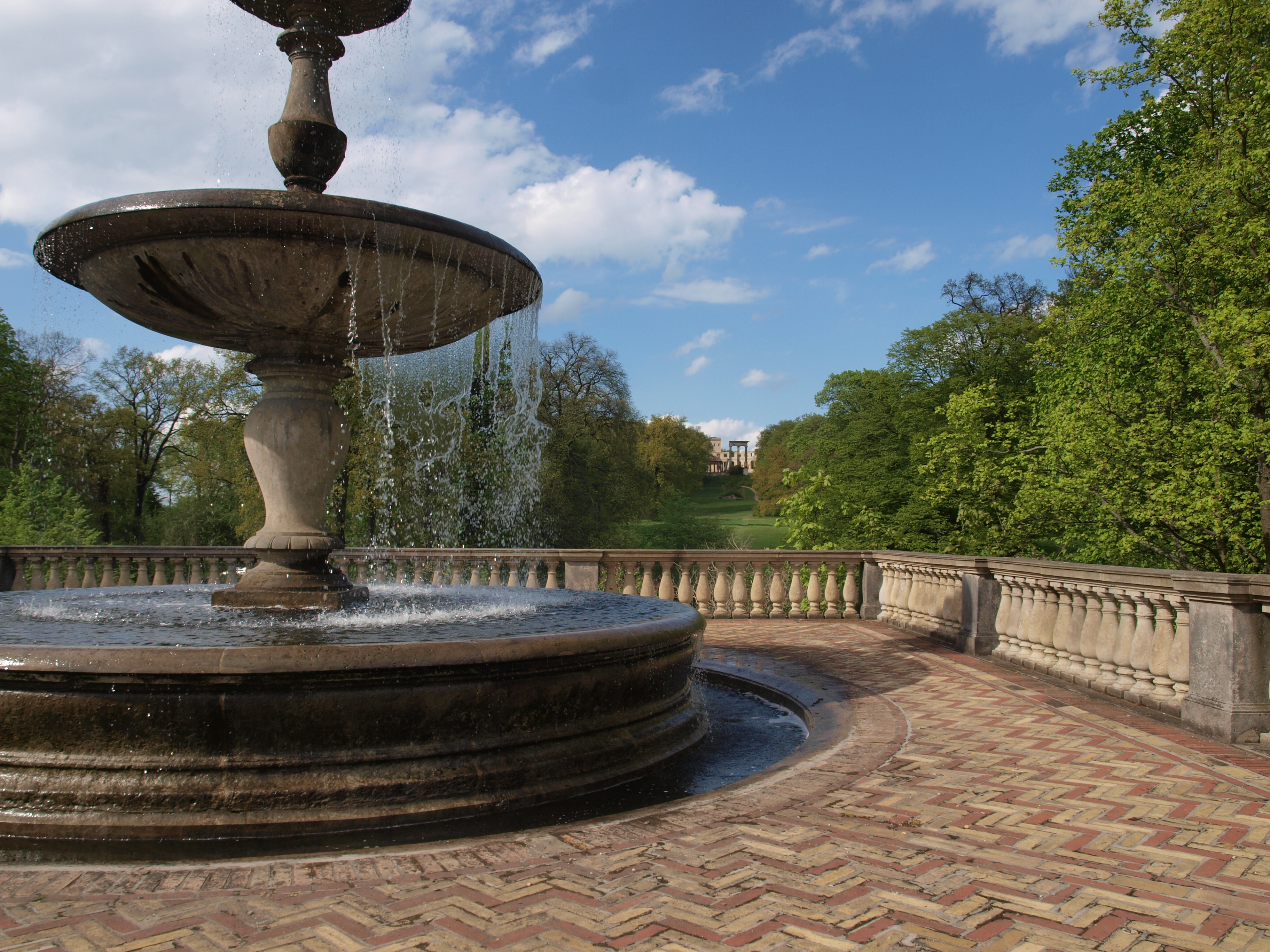
Pferdetränke im Schlosspark Sanssouci

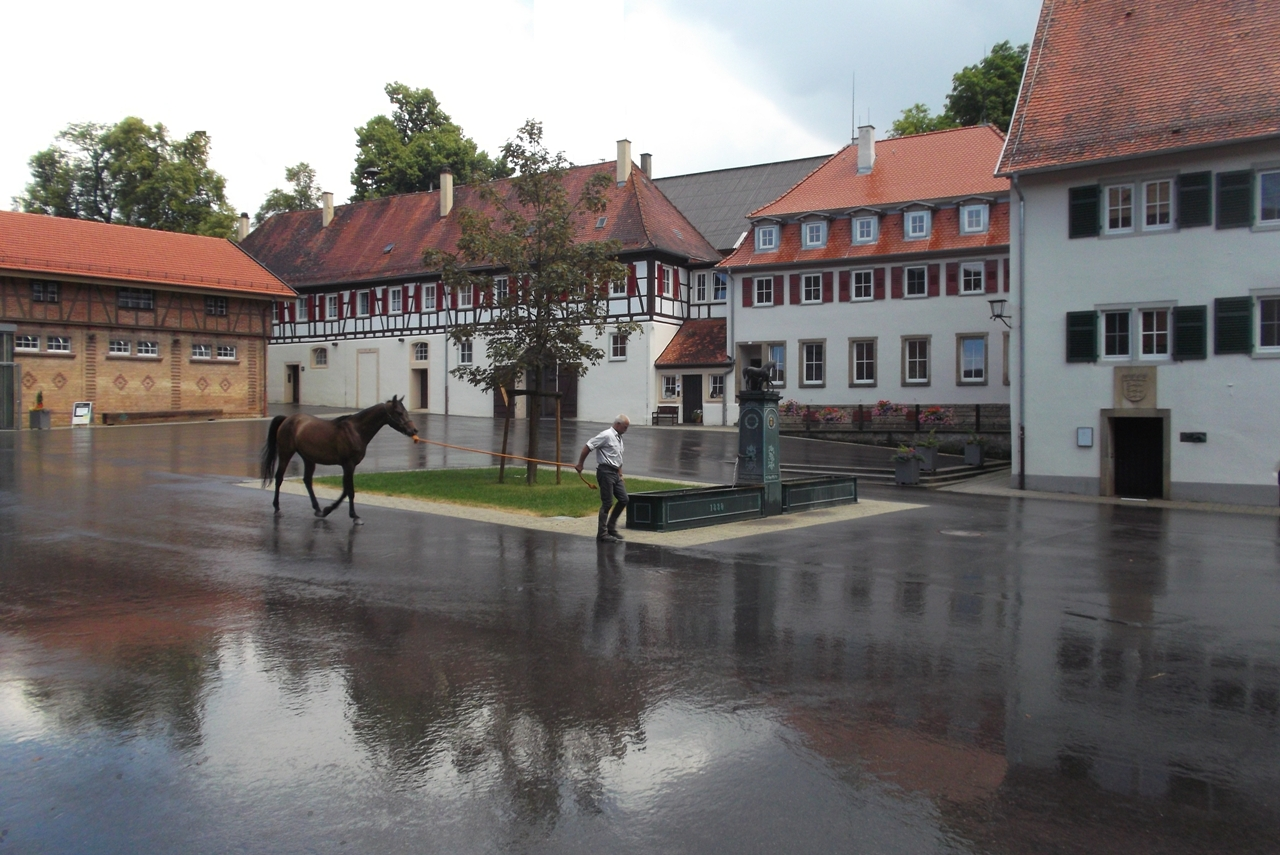
Stutenbrunnen im Haupt und Landgestüt Marbach

Der Begriff Pferdetränke wird einerseits für als Viehtränke für Pferde verwendete Zugänge zu Gewässern, insbesondere mit zu diesem Zweck befestigten Zugängen, sowie für diesen Zweck geschaffene Einrichtungen verwendet. Die Nutzung von einer von der ggf. mit Kot verunreinigten Pferdeschwemme oder Naturgewässern getrennten Tränke kann als frühe Maßnahme der  Veterinärhygiene angesehen werden. Gemeinsam ist ihnen die ständige Zufuhr von Frischwasser und eine gegenüber Tränken für das Vieh oft größere Trinkhöhe, obwohl auch Mischnutzungen üblich waren.

## Beschreibung
Auf dem Land handelte es sich oft lediglich um einen traditionell für diesen Zweck genutzten flachen Uferabschnitt, der nach Möglichkeit befestigt wurde. In den Städten und abseits natürlicher Wasserläufe mussten Gelegenheiten zum Tränken der Pferde vom Menschen errichtet werden.
Historisch befanden sich speziell errichtete Pferdetränken an Orten mit erhöhtem Pferdeaufkommen, wie an Poststationen, entlang der Poststraßen, auf Marktplätzen oder in Marställen und Garnisonen von Kavallerieeinheiten. Bis nach der Wende vom 19. zum 20. Jahrhundert gehörten sie zum alltäglichen Bild der Städte.
Handelte es sich für den Alltagsgebrauch eher um einfache Tröge oder einen befestigten Zugang zum Fließgewässer, wurden die Tränken beim Adel und in Städten teils repräsentativ gestaltet, so im  Schloss Sanssouci. Viele dieser historischen Pferdetränken stehen heute unter Denkmalschutz.

## Die Pferdetränke im Tannenberg-Denkmal
Ein Bestandteil des heute nicht mehr existierenden Tannenberg-Nationaldenkmals war das „Ehrenmal für die gefallenen Pferde“, das die Form einer Pferdetränke hatte. Ein seltenes Foto dieses Objektes ist online zugänglich.

## Moderne Pferdetränken

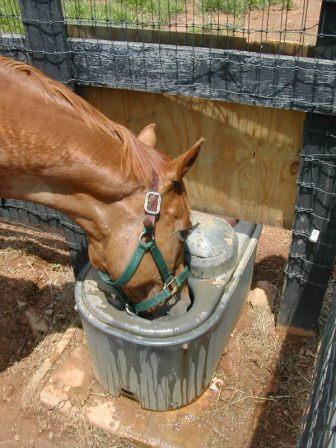
Selbsttränke für Pferde, ungewöhnlich tief angebracht

Pferdetränken der heutigen Zeit werden aus unterschiedlichen Materialien für Stall oder Weide in vielen Größen und Modellen mit Qualitätsmerkmalen wie beispielsweise „frostsicher“, „frostsicher ohne Strom“, „mit Schwimmer“, „vollautomatisch“, „beheizbar“ etc. angeboten. In der Regel werden sie im Stall so hoch angebracht, dass sie nicht durch Pferdeäpfel verschmutzt werden.
Wenn ein Pferd nach größerer Anstrengung in den Stall gestellt wird, kann etwas Heu auf das Wasser gelegt werden, um ein zu hastiges Trinken zu vermeiden.

## Trivia
Einige deutsche Gaststätten und Restaurants sowie ein Hotel in der Rhön führen den Namen „Zur Pferdetränke“.